# Current River Township
Current River Township est un ancien township, situé dans le comté de Ripley, dans le Missouri, aux États-Unis,.
Le township est baptisé en référence à la rivière Current River (en).